# André Bernold
Pour les articles homonymes, voir Bernold (homonymie).
 (septembre 2017).
André Bernold est un écrivain français né le 1er mars 1958 à Colmar. Il vit à Lyon.

## Biographie
Ancien élève de l’Ecole Normale supérieure, André Bernold a enseigné la littérature française des XVIIe et XXe siècles et la littérature comparée à Bennington College, Michigan State University, et Dartmouth College. Élu en 1994 à The Johns Hopkins University, mais non nommé. Il est l’auteur rare de quelques ouvrages à fort retentissement.
À vingt ans il rencontre Samuel Beckett et devient son ami. Il écrira plus tard, à la demande de Pierre Berès, un livre de référence consacré à l’auteur de L’Innommable : L’amitié de Beckett. Il entame une thèse sur Antonin Artaud sous la direction de Jacques Derrida, dont il sera proche. Très forte amitiés aussi partagées avec Gilles Deleuze, Simon Hantaï ou György Kurtág. De ses études ou poèmes ont été publiés dans les revues : La Nouvelle Revue Française; Philosophie; Détail; Chimères; Cahier de conversation, etc.
En 2016, Jean-Pierre Ferrini  compose un livre très dense à partir de fragments de lettres de son ami. À propos de J'écris à quelqu'un, l’éditeur écrit : « Trésor d’auto-observation sévère, il est aussi et surtout un exercice de mémoire et d’admiration où les amitiés d’une vie (Beckett bien sûr, Derrida, Deleuze, Cioran, le compositeur hongrois Györgi Kurtág, le peintre Simon Hantaï…) côtoient les fixes du ciel d’André Bernold (Saint-Simon, Spinoza, Retz, le logicien Kurt Gödel, et Bach, omniprésent). » C’est l’occasion d’une redécouverte d’un auteur qui se dit non pas écrivain mais… graphomane, concerté et concis.

## Ouvrage collectif
- Deleuze épars, Textes recueillis par André Bernold et Richard Pinhas Hermann (éditions), 2005.

## Traduction
- Bernd Witte, Walter Benjamin, éditions du Cerf, 1988.